# Blåst
Blåst er betegnelsen på det sprøjt af vand, der fremkommer, når en hval ånder ud efter at have været neddykket, dels det em der dannes når den varme luft kommer ud i kulden.
Blåsten kan blive flere meter høj og akkompagneres af en høj prustende lyd. Formen og højden på blåsten er forskellig fra hvalart til hvalart og kan dermed bruges til at artsbestemme hvalen, før man rent faktisk kan se dens krop. Førhen blev denne viden brugt af hvalfangerne til at udpege de hvalarter, der var værd at fange.
| Dyr | Spire Denne artikel om dyr er en spire som bør udbygges. Du er velkommen til at hjælpe Wikipedia ved at udvide den. |